# Анисимово (Костромская область)
Анисимово — деревня в Расловском сельском поселении Судиславского района Костромской области России.

## География
Деревня расположена недалеко от реки Покша.

## История
Анисимово, вместе с деревнями Осташково, Косково, Мирское, Юрново и Слободка, входила в состав имения, центром которого было сельцо Долматово. В 1625 году за участие в обороне Москвы от поляков имение получил галичский боярский сын Ф. Ф. Головцын, который построил в Долматово свою родовую усадьбу.
Согласно Спискам населенных мест Российской империи в 1872 году деревня относилась к 2 стану Костромского уезда Костромской губернии. В ней числилось 6 дворов, проживало 20 мужчин и 17 женщин.
Согласно переписи населения 1897 года в деревне проживало 49 человек.
Согласно Списку населенных мест Костромской губернии в 1907 году деревня относилась к Шишкинской волости Костромского уезда Костромской губернии. По сведениям волостного правления за 1907 год в ней числилось 10 крестьянских дворов и 58 жителей. Основными занятиями жителей деревни, помимо земледелия, были работа чернорабочими и фабрично-заводской отхожий промысел.
До муниципальной реформы 2010 года деревня входила в состав Долматовского сельского поселения Судиславского района.

## Население
| 1872 | 1897 | 1907 | 2008 | 2010 | 2014 |
| ---- | ---- | ---- | ---- | ---- | ---- |
| 37   | ↗49  | ↗58  | ↘0   | →0   | →0   |